# Franciscus Kopong Kung

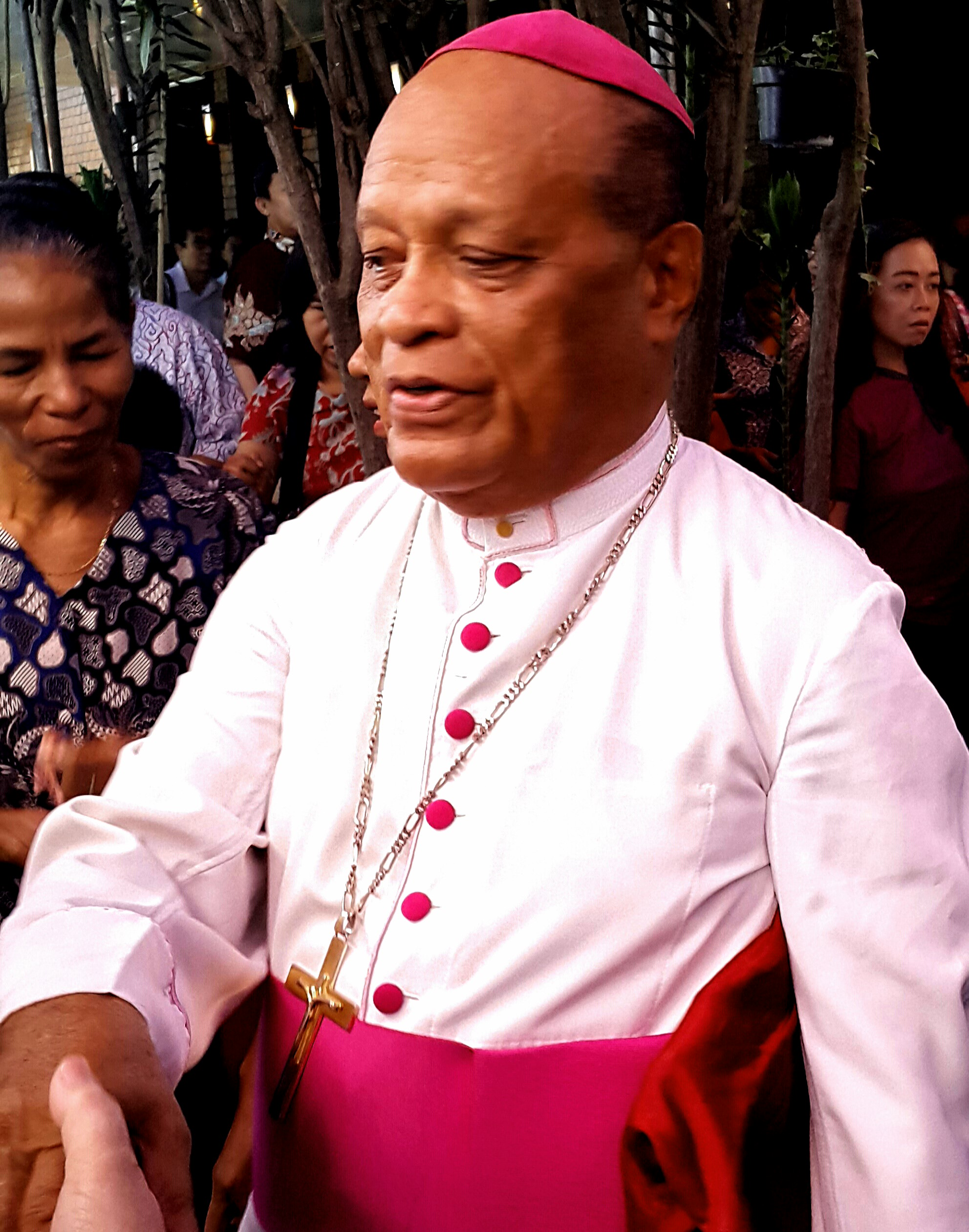
Franciscus Kopong Kung, 2017

Franciscus Kopong Kung (* 3. August 1950 in Lamika) ist Bischof von Larantuka.

## Leben
Franciscus Kopong Kung empfing am 29. Juni 1982 die Priesterweihe. Papst Johannes Paul II. ernannte ihn am 2. Oktober 2001 zum Koadjutorbischof von Larantuka.
Die Bischofsweihe spendete ihm der Bischof von Larantuka, Darius Nggawa SVD, am 10. Januar des nächsten Jahres; Mitkonsekratoren waren Longinus Da Cunha, Erzbischof von Ende, und Leo Laba Ladjar OFM, Bischof von Jayapura.
Nach der Emeritierung Darius Nggawas SVD folgte er diesem am 16. Juni 2004 im Amt des Bischofs von Larantuka nach.